# Bure (Fluss)
Der Bure ist ein Fluss in der englischen Grafschaft Norfolk, dessen schiffbarer Unterlauf Teil der Norfolk Broads ist. Der Fluss entspringt bei der Ortschaft Melton Constable, 18 km oberhalb von Aylsham, wo ursprünglich die Schiffbarkeit begann. Für Zwecke des Wassersports wurde später die Grenze der Nutzung bei Coltishall festgelegt.
Nach der Schleuse von Aylsham und der Brücke von Burgh verläuft der Bure durch die Orte Buxton und Lamas, Coltishall, Belaugh, Wroxham, Horning, vorbei an St Benet’s Abbey, durch Acle und Stokesby, entlang der nördlichen Grenze der Halvergate Marshes und durch Great Yarmouth, wo er in den Yare mündet.
Die wichtigsten Zuläufe sind die Flüsse Thurne und Ant.

## Geschichte

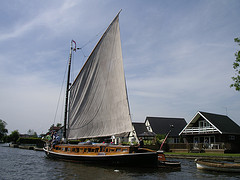
Für die Broads typischer Traditionssegler („Wherry“) Hathor auf dem Bure

Der Fluss Bure ist seit mindestens 1685 auf einer Länge von etwa 50 km von Great Yarmouth bis Horstead Mill in der Nähe von Coltishall schiffbar. Traditionell wurde Kohle, Getreide und Holz für das Meyton Manor House (zwischen Coltishall und Buxton) befördert. Die Ortschaft Aylsham wurde mit Fuhrwerken bedient, die in Coltishall beladen wurden.
Im Jahr 1773 wurden Pläne zur Erweiterung der Schiffbarkeit ausgearbeitet. Ein Parlamentsbeschluss vom 7. April 1773 sah den Ausbau der Strecke von Coltishall nach Aylsham vor; die Kosten wurden auf 6.000 Pfund geschätzt. Die Arbeiten begannen am 29. Juni 1774. Eine Schleuse in Coltishall wurde am 16. März 1775 fertiggestellt. Danach gingen die Arbeiten nur noch langsam voran, da das Geld ausging. Trotzdem konnte die neue Wasserstraße schließlich im Oktober 1779 eröffnet werden.
Fünf Schleusen waren errichtet worden: in Aylsham, Burgh-near-Aylsham Mill, Oxnead Mill, Buxton Mill in Oxnead Lamas und Coltishall. Rasch wurde jedoch festgestellt, dass das Flussbett verschlammte, so dass ständiges Ausbaggern des Flussbetts nötig wurde. Kleine Segelschiffe mit flachem Kiel (Wherries), die 13 Tonnen tragen konnten, wurden für den Transport von Mehl, landwirtschaftlichen Erzeugnissen, Kohle und Holz eingesetzt. Eine Ziegelei in Oxnead wurde ebenfalls von den Booten bedient, während unterhalb von Coltishall Mergel aus Gruben verschifft wurde. Der Mergelhandel wurde bis 1870 fortgesetzt.
In Aylsham wurde ein künstlicher Flussarm von etwa 2 km Länge angelegt, an dem Lagerhäuser errichtet wurden. Von dort aus konnten Boote auch zur Mühle von Aylsham gelangen, wo sie Getreide anlieferten und Mehl abtransportierten. Die Schifffahrt war erfolgreich, bis 1880 mit der East Norfolk Railway, die dem Flusslauf des Bure folgte, ein Konkurrent auftrat. Der Ausbau der Eisenbahnverbindungen brachte im Jahr 1883 auch eine Strecke von Melton Constable nach North Walsham mit einem Bahnhof in der Nähe des dortigen Anlegers der Flussschiffe. Trotzdem wurde der Transport per Schiff fortgesetzt. Als im Jahr 1912 ein verheerendes Hochwasser die Schleusen beschädigte ergab die Bewertung der Schäden, dass die Reparatur 4.000 Pfund kosten würde. Dieser Betrag war nicht aufzubringen und die Schifffahrt wurde aufgegeben. Im Jahr 1928 wurden die Schleusen offiziell außer Betrieb genommen. Die Schleuse Oxnead Lamas wurde 1933 zugeschüttet, während die anderen Bauwerke erhalten blieben, ohne jedoch ihre Funktion weiterhin erfüllen zu können.

## Bedeutung
Der Bure bildet den wichtigste Flusslauf im nördlichen Teil der Norfolk Broads, die seit Mitte des 20. Jahrhunderts als Revier für Segler und Enthusiasten des Motorbooturlaubs ein bedeutendes touristisches Ziel sind.
Eine Vielzahl von Bootsvermietungen liegt an dem Fluss: Das Bild der Orte Wroxham und Horning ist voll und ganz von dem Treiben auf dem Fluss bestimmt. Auch an den Nebenflüssen Thurne und Ant finden sich bedeutende Verleiher der unzähligen Kabinenkreuzer, die in der Saison die Gewässer nutzen. Ausgebaute Anleger (Marinas), Gaststätten und auch Freizeitzentren sowie Ferienhäuser runden die wirtschaftlichen Aktivitäten rund um die moderne Nutzung des Flusses ab. 
Es gibt weltweit nur gut 210 Flüsse, die aus Kreidegestein entspringen. Der Bure gehört dazu und der britische National Trust hat sein größtes Projekt der Bewahrung des natürlichen Umfelds eines Flusslaufs hier in Angriff genommen.